# Montxu Miranda
Ramón Santos "Montxu" Miranda Díez , né le 27 décembre 1976 à Santurtzi, est un athlète espagnol, spécialiste du saut à la perche. 
Entre 1998 et 2003, il a été 4 fois champion d'Espagne en plein air et 3 fois en salle.

## Biographie
En 2000, il s'empare du record d'Espagne de la perche que possédait José Manuel Arcos.

### Palmarès
| Date            | Compétition                   | Lieu     | Résultat | Épreuve          | Performance |
| --------------- | ----------------------------- | -------- | -------- | ---------------- | ----------- |
| 12 juillet 1997 | Championnats d'Europe espoirs | Turku    | 2e       | Saut à la perche | 5,50 m      |
| 18 juillet 1998 | Championnats ibéro-américains | Lisbonne | 1er      | Saut à la perche | 5,60 m      |

### Records
| Épreuve                  | Performance | Lieu      | Date             |
| ------------------------ | ----------- | --------- | ---------------- |
| Saut à la perche         | 5,81 m (NR) | Barcelone | 2 septembre 2000 |
| Saut à la perche (salle) | 5,78 m      | Séville   | 7 février 1998   |